# Paepalanthus convexus
Paepalanthus convexus är en gräsväxtart som beskrevs av Henry Allan Gleason. Paepalanthus convexus ingår i släktet Paepalanthus och familjen Eriocaulaceae. Inga underarter finns listade i Catalogue of Life.

## Bildgalleri

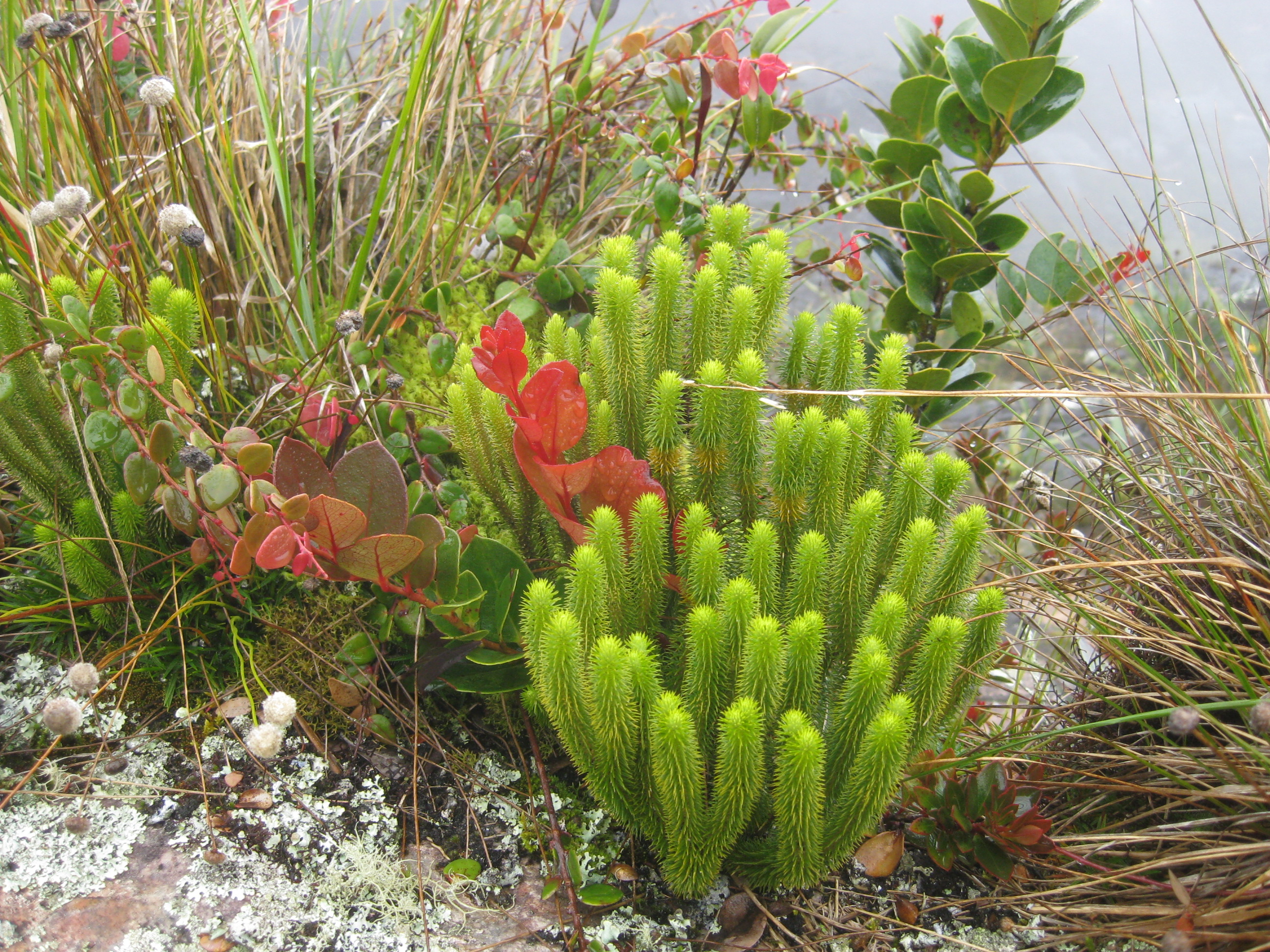
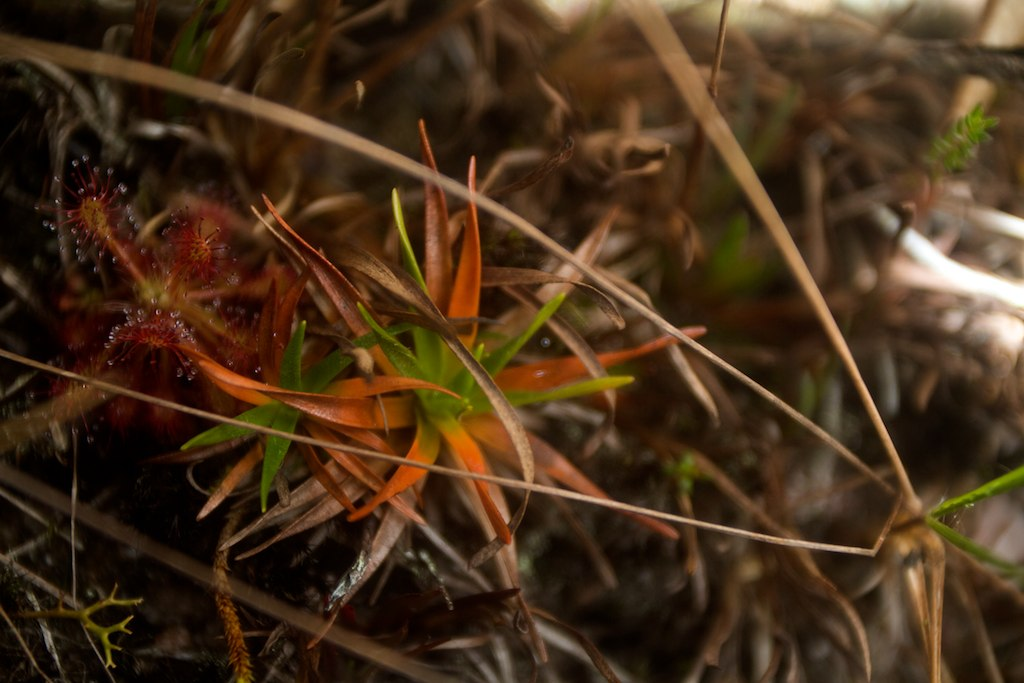